# Válečkova Kyčera
Válečkova Kyčera je kopec/hora v Ráztocké hornartině v pohoří/geomorfologickém celku Javorníky patřící do geomorfologické oblasti Slovensko-moravské Karpaty. Má nadmořskou výšku 827 m a náchází se na území osady Vranča patřící k městysu Nový Hrozenkov v okrese Vsetín na Valašsku v CHKO Beskydy a ve Zlínském kraji.

## Popis a historie
Hora má prominenci 106 m. Vrchol je částečně zalesněný a nabízí výhledy na Moravskoslezské Beskydy a Javorníky. Název Válečkova Kyčera je oronymum, které je odvozeno od označení části kopce a usedlosti, která patřila rodině Válečků. Slovo Kyčera značí strmý kopec na vrcholu úplně nebo aspoň částečně zalesněný. Rodina Válečků odešla po druhé světové válce do českého pohraničí a jejich usedlost zanikla.

## Další informace
Na vrchol kopce, který je celoročně volně přístupný, nevede značená turistická trasa, ale jen lesní cesty.

## Galerie

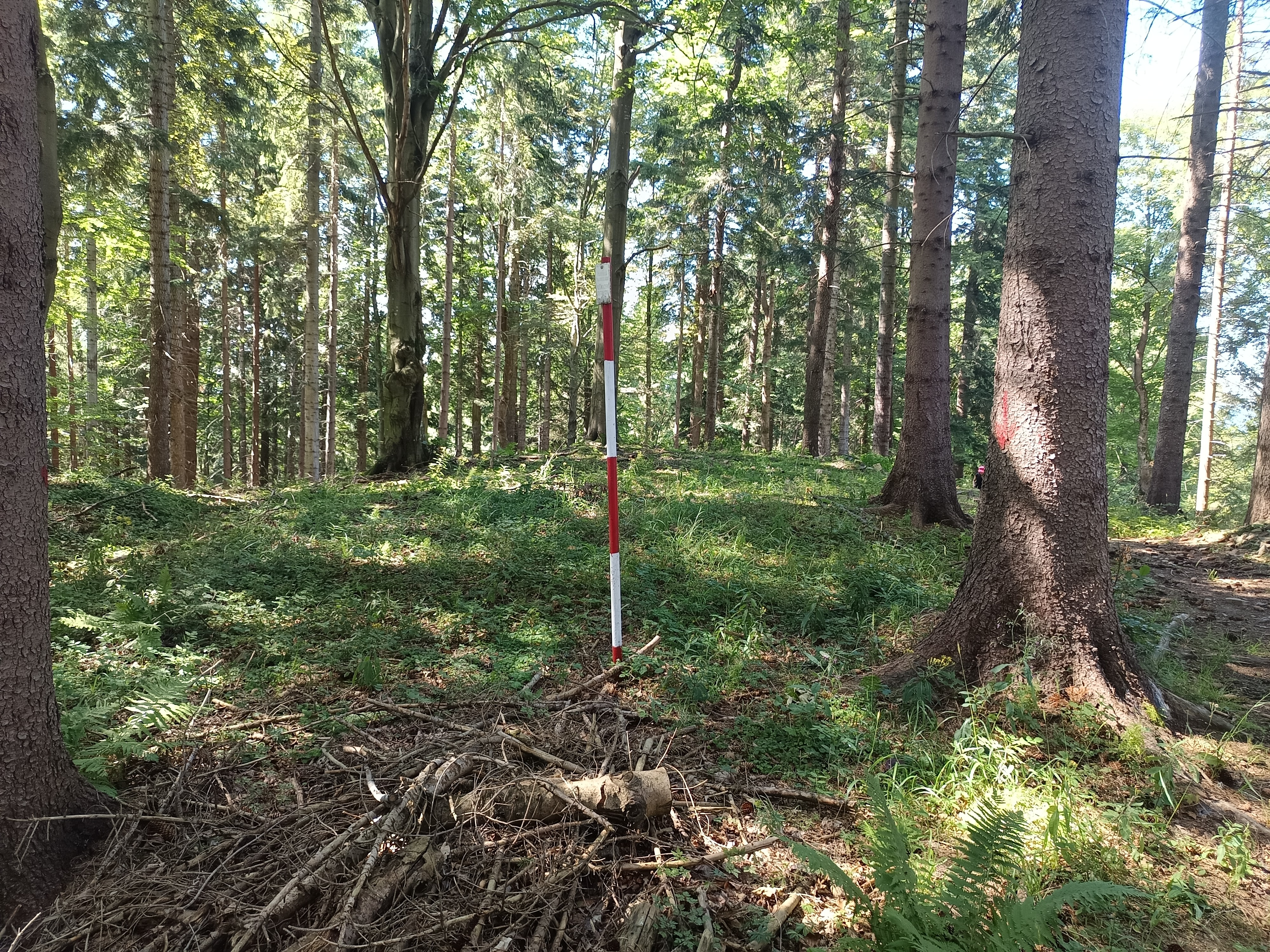
Vrchol Válečkovy Kyčery
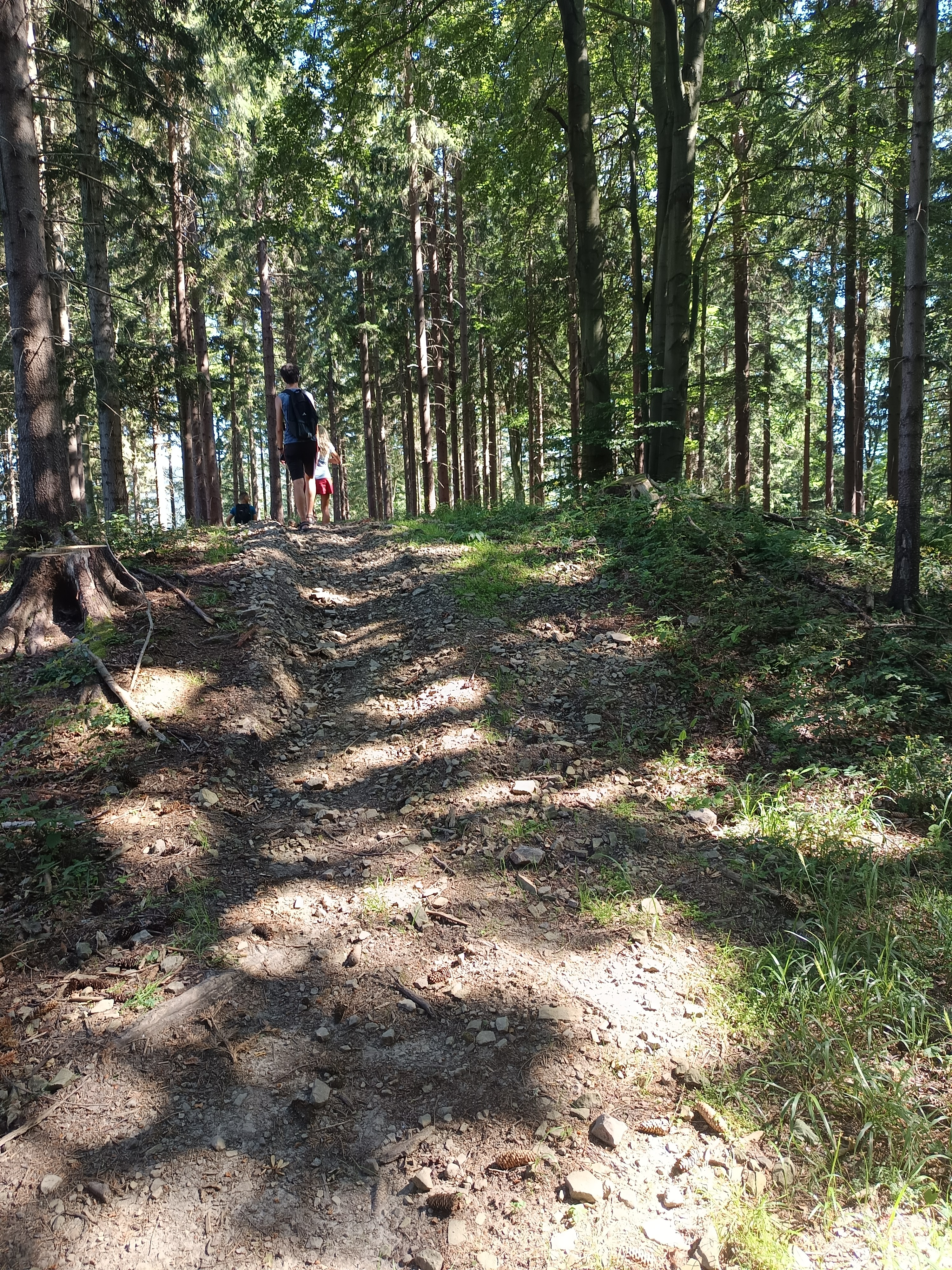
Vrchol Válečkovy Kyčery
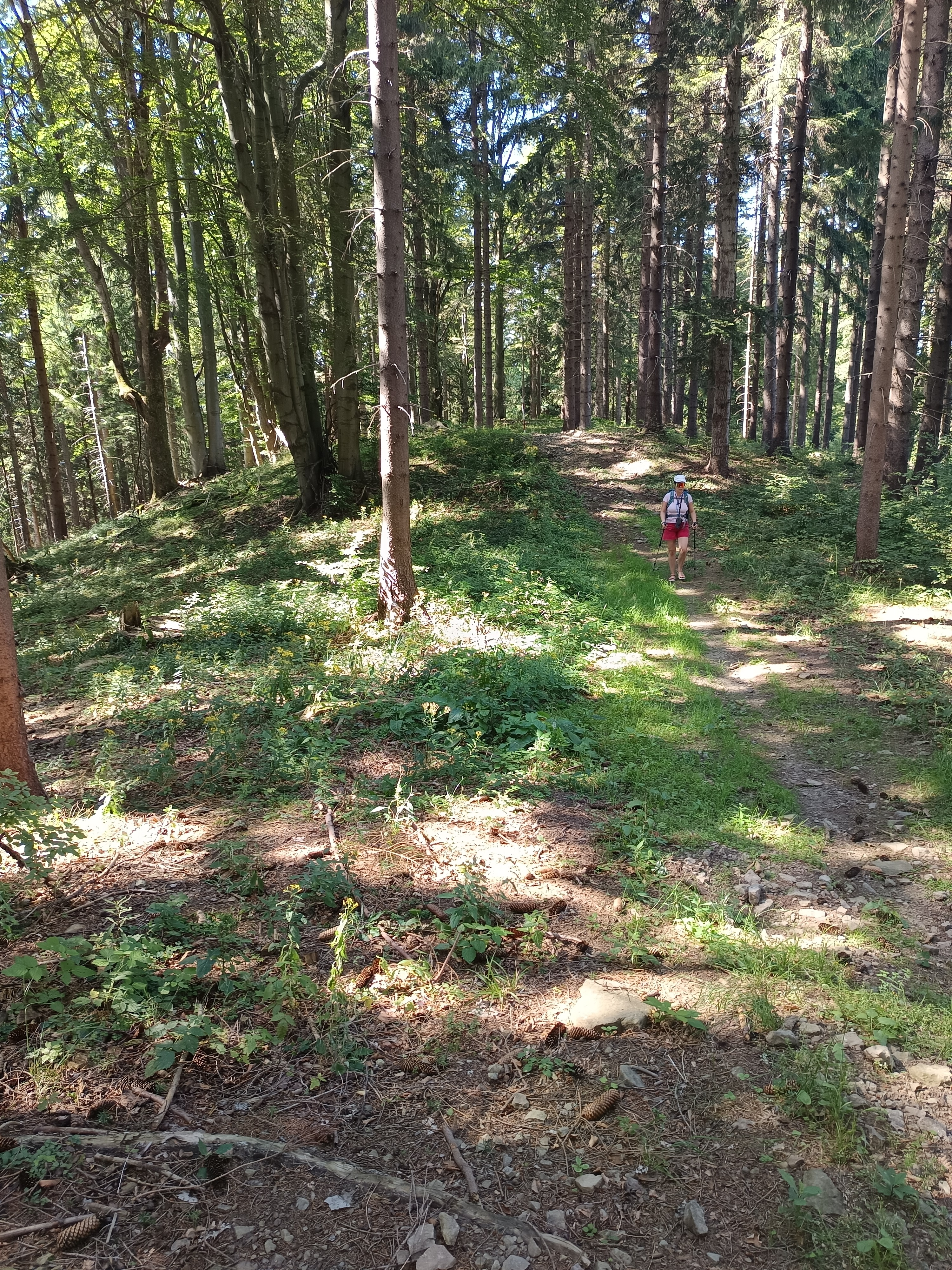
Vrchol Válečkovy Kyčery
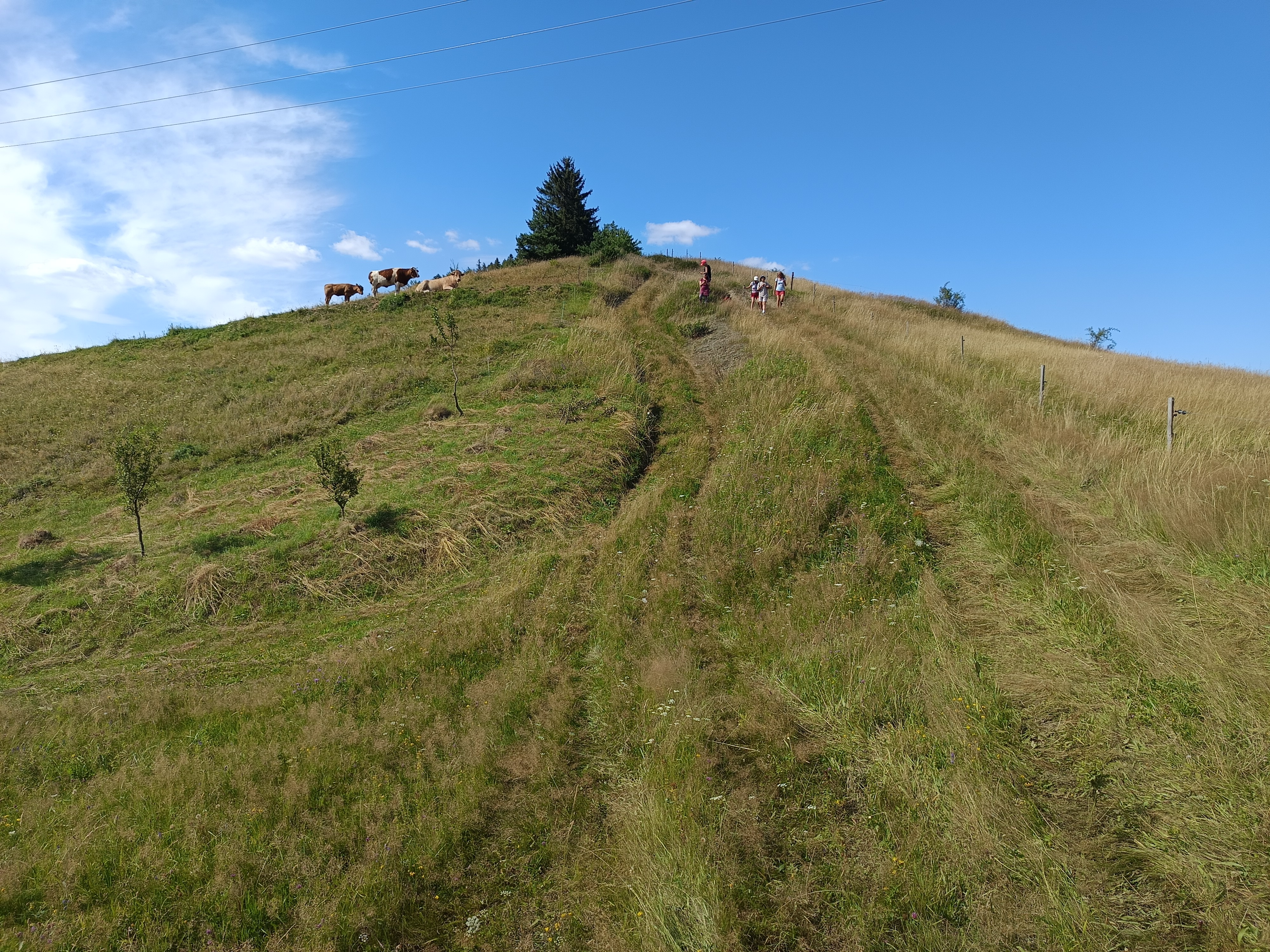
Cesta na vrchol